# Fakih Usman
Fakih Usman aussi orthographié Faqih Usman, né le 2 mars 1904 et mort le 3 octobre 1968, est un dirigeant islamique indonésien et un homme politique du parti Masyumi. Il est à deux reprises ministre des Affaires religieuses sous les cabinets d'Abdul Halim et de Wilopo, de janvier à septembre 1950, puis de 1952 à 1953.
Né d'un père marchand et de sa femme à Gresik, dans les Indes orientales néerlandaises, Fakih étudie avec son père et dans une série de pesantren (internats islamiques) jusqu'aux années 1920.
En 1925, il s'implique dans la Muhammadiyah, gravissant rapidement les échelons jusqu'à devenir le chef de la branche de Surabaya en 1938. Il est également actif dans la politique locale : en 1937, il devint trésorier de l'Assemblée islamique indonésienne. Il continue à s'impliquer dans la politique et les groupes islamiques pendant l'occupation japonaise et la révolution nationale qui suit. Après la fin de la guerre, il est nommé ministre des Affaires religieuses. En tant que ministre, il supervise la réforme éducative et institutionnelle, gagnant en importance au sein de la Muhammadiyah. Il est vice-président de l'organisation sous plusieurs dirigeants différents avant d'être choisi comme président à la fin de 1968. Il meurt quelques jours plus tard.

## Biographie

### Jeunesse et formation
Fakih Usman est né le 2 mars 1904 à Gresik, dans l'est de Java, dans ce qui est alors les Indes orientales néerlandaises. Son père, Usman Iskandar, est un marchand de bois et sa mère, femme au foyer, est la fille d'un ouléma. Le couple, qui a des moyens modestes, a quatre autres enfants, et l'absence d'origine noble dans la famille signifie que les enfants ne sont pas éligibles pour recevoir une éducation dans les écoles gérées par les Pays-Bas . Au lieu de cela, Fakih étudie l'Islam dès son plus jeune âge, recevant une grande partie de son enseignement de son père. À l'âge de dix ans, Fakih commence à étudier dans un pesantren (internat islamique) à Gresik, qu'il termine quatre ans plus tard. En 1919, il poursuit ses études dans plusieurs pesantren en dehors de la ville, notamment dans la campagne de Gresik et à proximité de Bungah.

### Début de carrière
Le père de Fakih l'aide à devenir commerçant, bien que Fakih continue à étudier de manière indépendante. Lorsque l’organisation islamique moderniste Muhammadiyah ouvre une branche à Gresik en 1922, Fakih est l’un des premiers à la rejoindre. Extrêmement actif au sein du groupe, il devient le chef de la branche Gresik en trois ans et, sous sa direction, le groupe est officiellement reconnu par l'administration centrale de Muhammadiyah. Grâce à son travail avec la Muhammadiyah à Gresik, Fakih est devenu plus connu. Il est ensuite transféré à la succursale de Surabaya, une ville beaucoup plus grande où, en 1929, il est choisi pour siéger au conseil municipal.
Il reste également actif dans le commerce, gérant un commerce de matériaux de construction et un atelier de construction navale. Durant cette période, il siège à la chambre de commerce locale. De 1932 à 1936, Fakih est membre du conseil régional de Muhammadiyah, servant simultanément comme rédacteur en chef du magazine officiel de l'organisation, Bintang Islam, et comme membre du comité des affaires juridiques. À mesure qu'il devient plus actif, Fakih commence à faire régulièrement la navette entre Surabaya et Gresik, gérant les affaires de Muhammadiyah à Surabaya et l'entreprise de bois à Gresik ; ce trajet se fait dans la voiture de Fakih, un luxe rare à l'époque.
Étudiant le néerlandais pendant son temps libre, Fakih continue à améliorer ses connaissances de l'Islam en étudiant les pensées de Muhammad Abduh. Cependant, les musulmans conservateurs désapprouvent le travail de Fakih avec Muhammadiyah, lui donnant le surnom Londho silit ireng (« Hollandais au cul noir »), et jetant souvent des pierres sur sa maison. Le 21 septembre 1937, Muhammadiyah, le parti conservateur Nahdatul Ulama, la coopérative de commerçants Sarekat Islam et plusieurs autres groupes islamiques – qui depuis une décennie sont en conflit – s'unissent pour former l’Assemblée islamique indonésienne (Majilis Islam Ala Indonesia ou MIAI), basée à Surabaya. Fakih sert comme trésorier au sein de l'organisation. En 1938, il est nommé à la tête de la branche de Surabaya de la Muhammadiyah, en remplacement de Mas Mansoer. Deux ans plus tard, il commence à travailler à plein temps au MIAI, après être choisi comme chef de son secrétariat à la mi-septembre 1940. Pour occuper ce poste, il démissionne de son poste de chef de la branche de Surabaya de Muhammadiyah et de membre du conseil municipal.

### Carrière politique

#### Révolution nationale

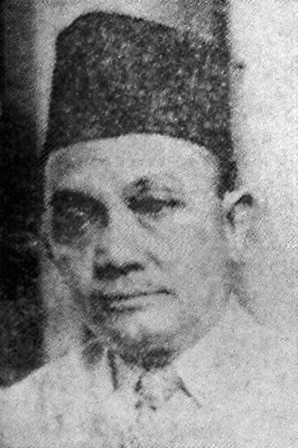
Photographie de Fakih Usman, 1952

Le 9 mars 1942, le gouverneur général Tjarda van Starkenborgh Stachouwer et le chef de l'armée royale des Indes orientales néerlandaises, le général Hein ter Poorten, capitulent devant l'empire du Japon, qui occupe les Indes. En conséquence, les Indes tombent sous contrôle japonais. Les Japonais interdisent toute forme d’organisation et le MIAI est dissous en mai. Elle est réformée le 5 septembre 1942 à la suite d'une réunion de 30 oulémas à l'hôtel Des Indes à Jakarta et est reconnue par le gouvernement d'occupation comme la seule organisation islamique du pays. Fin 1943, l'organisation est rebaptisée Partai Majelis Syura Muslimin Indonesia, abrégé en Masyumi. Fakih est nommé membre du conseil consultatif parrainé par le Japon, ou Syu Sangi In, pour Surabaya. Il garde ce poste jusqu'à la fin de l'occupation, tout en siégeant au conseil d'administration de Masyumi.
Après les bombardements atomiques d'Hiroshima et de Nagasaki et la proclamation de l'indépendance de l'Indonésie en août 1945, les Japonais commencent à se retirer de la république naissante. Le gouvernement républicain indonésien, basé à Jakarta et comprenant Sukarno comme président et Mohammad Hatta comme vice-président, commence à prendre en charge les infrastructures des Japonais qui partent. Cependant, en septembre 1945, les forces alliées britanniques et néerlandaises commencent à pénétrer dans l'archipel, espérant rétablir le statu quo ante. Les Britanniques se concentrent initialement sur Java et Sumatra et tentent d'éviter les confrontations armées avec les forces républicaines ; les Néerlandais, quant à eux, passent les premiers mois après la capitulation japonaise à reconquérir les îles de l'est avec l'aide de l'Australie. Fakih, qui commence à nouer des contacts au sein du gouvernement républicain, participe à la Conférence islamique indonésienne à Yogyakarta du 7 au 8 novembre 1945.
À la suite de ces négociations, le Masyumi devient un parti politique représentant les intérêts islamiques. Bien que Fakih soit retourné à Gresik après la conférence, lui et sa famille sont rapidement évacués vers Malang en raison du déclenchement d'une bataille à Surabaya entre les soldats républicains et les forces britanniques chargées de rapatrier les prisonniers de guerre néerlandais. À Malang, Fakih travaille avec Masjkur et Zainul Arifin pour lancer une résistance armée afin de lutter dans la révolution contre le retour des Européens. Il sert comme chef adjoint du commandement de cette résistance, composée des unités islamiques Sabilillah et Hezbollah, formées par les Japonais. Après que les Néerlandais aient lancé l'opération Kraai en décembre 1948, Fakih et sa famille se réfugient à Surakarta, où il redevient actif au sein du Muhammadiyah. Fakih, qui est vice-président sous Bagus Hadikusumo, fait fréquemment la navette entre Surakarta et le siège de l'organisation à Yogyakarta.

#### Ministre des Affaires religieuses

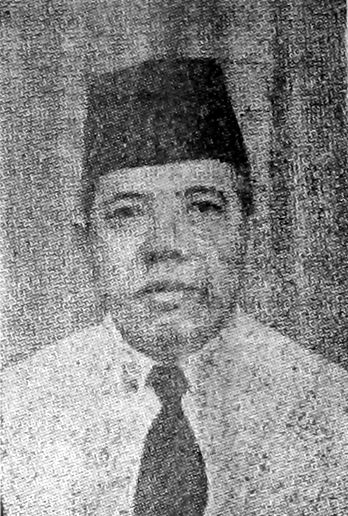
Photographie en tant que ministre des Affaires religieuses, 1952

Fin 1949, les gouvernements indonésien et néerlandais organisent une conférence de plusieurs mois, qui aboutit à la reconnaissance néerlandaise de la souveraineté indonésienne le 27 décembre 1949. Cela conduit à la formation des États-Unis d'Indonésie (Republik Indonesia Serikat, ou RIS), qui comprennent seize États membres. Le 21 janvier 1950, Fakih remplace Masjkur au poste de ministre des Affaires religieuses dans le cabinet Halim, représentant la République d'Indonésie ; à ce moment-là, la république se compose de Yogyakarta, Banten et une grande partie de Sumatra. En collaboration avec le ministre des Affaires religieuses du RIS, Wahid Hasyim, Fakih commence à instaurer un programme religieux standardisé dans les écoles publiques et à moderniser l'enseignement dans les écoles religieuses.
Les deux hommes travaillent à l’unification des ministères. Le 17 août 1950, la RIS et ses États membres deviennent une république unifiée. Hasyim est maintenu comme ministre des affaires religieuses, tandis que Fakih est nommé directeur de l'éducation religieuse. Pendant ce temps, les différentes factions de Masyumi sont en conflit avec la voie que prenait le parti . Lorsque le cabinet Natsir prend fin, le Masyumi propose Fakih comme ministre potentiel des Affaires religieuses. Fakih est choisi avec une majorité de cinq voix, tandis que le candidat suivant en tête, Usman Raliby, en reçoit quatre.
Fakih est nommé ministre des Affaires religieuses dans le gouvernement Wilopo et prête serment le 3 avril 1952, ce qui l'amène à déménager avec sa famille dans la capitale Jakarta. Il commence à travailler à la réforme du ministère, notamment en formalisant sa déclaration de mission : fournir des enseignants religieux, promouvoir les relations interconfessionnelles et établir les dates des fêtes religieuses. Il travaille sur la structure interne, notamment en formalisant la hiérarchie de direction du ministère et en ouvrant les branches provinciales et régionales. Le ministère continue à promouvoir l’éducation religieuse  et est chargé de gérer les nombreux pèlerins indonésiens qui se rendent au Hajj. Le gouvernement Wilopo prend fin le 30 juillet 1953 à la suite d'un conflit d'immigration et de terres à Medan. Fakih est remplacé par Masjkur.

#### Interdiction du Masyumi
Fakih continue à travailler avec le ministère et le Muhammadiyah, en tant que premier vice-président de l'organisation sous Ahmad Rasyid Sutan Mansur . En 1956, il est l'un des trois membres de Muhammadiyah qui présentent leur concept d'une société véritablement islamique, mettant l'accent sur l'éducation sociale. Durant cette période, il est plus actif auprès du Masyumi et, après les élections à l'Assemblée constituante de 1955, Fakih est nommé membre de l'Assemblée constitutionnelle d'Indonésie. Cette assemblée, censée parvenir à un accord sur une nouvelle constitution nationale, n'a pas réussi à obtenir un consensus et est dissoute par le président Sukarno par son décret du 5 juillet 1959. Cette année-là, Fakih collabore avec Hamka, Joesoef Poear Abdullah et Ahmad Joesoef pour lancer le magazine Pandji Masjarakat. Sukarno dissout Masyumi le 17 août 1960 après que des membres dirigeants, tels que Mohammad Natsir et Sjafruddin Prawiranegara, aient été impliqués dans le gouvernement révolutionnaire de la République d'Indonésie ; Fakih est impliqué dans les négociations avec le gouvernement révolutionnaire, travaillant avec Mohammad Roem.

### Fin de carrière

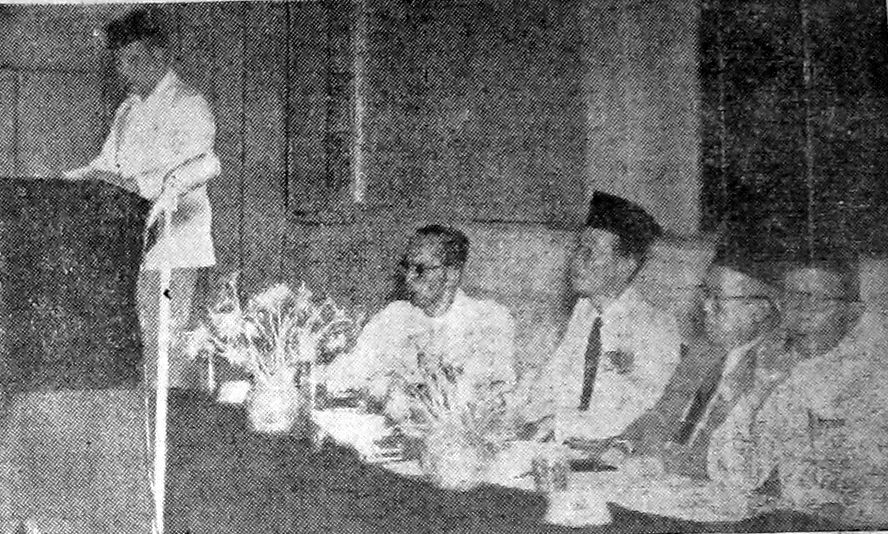
Fakih prononçant un discours lors d'une réunion de Muhammadiyah, 1953

La dissolution du Masyumi laisse à Fakih plus de temps pour se concentrer sur le Muhammadiyah, en tant que deuxième vice-président sous Junus Anis. Au cours d'un cours de management, Fakih évoque une identité institutionnelle à travers sa conférence « Apakah Muhammadiyah Itu » (« Qu'est-ce que Muhammadiyah ? »). Cette déclaration décrit l'organisation comme une organisation basée sur le da'wa, axée sur les problèmes du monde réel et désireuse de travailler avec le gouvernement pour assurer un avenir prospère aux musulmans.
Ces concepts sont formulés plus tard en 1962 et établis comme une identité institutionnelle, qui appelle le mouvement Muhammadiyah à œuvrer à la création d'une société véritablement islamique tout en s'opposant à le politique de gauche. Une refonte au sein de l'organisation suit afin de s’adapter à la nouvelle identité. De 1962 à 1965, Fakih est premier vice-président de Muhammadiyah sous Ahmad Badawi, guidant les jeunes chefs religieux. Au cours des massacres et du changement de pouvoir qui suivent la tentative de coup d'État du Mouvement du 30 septembre, Fakih et plusieurs membres de Muhammadiyah réclament l'autorisation de reformer le Masyumi ; cette permission ne leur est pas accordée  . Pour le second mandat de Badawi, Fakih sert comme conseiller du président, assumant souvent des responsabilités de gestion. Il est choisi comme président de l'organisation lors du 37e Congrès Muhammadiyah en 1968.

### Mort et postérité
Après avoir été choisi comme président, Fakih s'assure qu'il y aurait un successeur, car sa santé décline. Le 2 octobre, lors d'une réunion conjointe du conseil d'administration à son domicile, il expose ses plans pour sa période de trois ans à la tête du parti ; Fakih nomme Rasjidi et Abdul Rozak Fachruddin comme dirigeants temporaires pendant qu'il se rend à l'étranger pour un traitement médical. Fakih meurt le 3 octobre 1968, quelques jours seulement après le début de sa mandature, et est remplacé par Fachruddin le jour de sa mort.
La rue où Fakih a vécu lorsqu'il est enfant est aujourd'hui connue sous le nom de rue Fakih Usman. Au sein du Muhammadiyah, Fakih continue d'être très respecté. On lui attribue la formulation de l'identité institutionnelle de Muhammadiyah. Par respect pour Fakih, le Muhammadiyah considère que sa mandature présidentielle couvre trois ans. Didin Syafruddin, membre du corps enseignant de l'Université de l'État islamique de Jakarta, écrit que Fakih est très dévoué à l'éducation, notant que cinq de ses sept enfants sont finalement devenus médecins ; Syafruddin écrit également qu'en raison d'un manque de ressources humaines, Fakih est limité dans ses réformes alors qu'il est ministre des Affaires religieuses. L'ancien président de Muhammadiyah, Ahmad Syafi'i Maarif, a décrit Fakih comme « l'eau tranquille et purificatrice » qui a servi d'influence apaisante pour Muhammadiyah lorsque l'organisation est en ébullition.